# Autovox
Autovox è stato un marchio italiano di elettronica di consumo. Fondato nel 1945 come marchio dell'azienda Industria Radiotecnica Italiana di Roma attiva dal 1933, divenne ragione sociale della medesima nel 1953 come Autovox S.p.A.. Nel lungo periodo compreso tra l'immediato dopoguerra e gli inizi degli anni ottanta, fu una delle aziende italiane leader nel settore sia a livello nazionale sia estero, specializzata soprattutto nella produzione di autoradio.

## Storia

### Le origini: l'Industria Radiotecnica Italiana (1933-1943)
Le origini dell'azienda risalgono alla fondazione della ditta individuale Industria Radiotecnica Italiana (IRI), avvenuta nel 1933 su iniziativa del signor Giordano Bruno Verdesi (1906-1982), con sede e stabilimento in viale Manzoni 39, all'Esquilino. Al 1939, sede e stabilimento della ditta risultavano ubicati in via Tomassetti 14-16a, al Nomentano. Due anni più tardi, nel 1941, le medesime vennero nuovamente trasferite in via Albenga 12, nel quartiere Appio-Latino.
L'attività dell'IRI consisteva nella produzione di apparecchiature elettrotecniche per uso professionale, quali trasmettitori e ricevitori radiotelevisivi, alimentatori anodici, convertitori di corrente continua in alternata, filtri livellamento di corrente, microfoni Velotron senza voltaggio (su licenza della statunitense Bruno Laboratories di New York), sistemi di antenna trasportabili, scaricatori per aeroplani, survoltori di tensione ed accessori e componenti per radio. La ditta romana svolgeva inoltre attività di rappresentante generale per l'Italia e le colonie della statunitense Pioneer General Electric Motor Corp. di Chicago. Il numero di dipendenti era cresciuto notevolmente, passando nel volgere di pochi anni dalle decine di unità iniziali a 108.
Le attività dell'impresa furono convertite a finalità belliche dopo il 1940, con l'ingresso dell'Italia nella Seconda guerra mondiale al fianco della Germania nazista. Tuttavia, dopo l'occupazione tedesca di Roma avvenuta nel 1943 a seguito dell'Armistizio di Cassibile con cui si ruppe l'alleanza militare italo-tedesca, le attività di IRI subirono una brusca interruzione allorché la fabbrica fu posta sotto sequestro dalle autorità militari germaniche.

### Autovox, da nome commerciale a ragione sociale (1944-1970)
Nel 1944, dopo la liberazione di Roma, fece ingresso nella società l'agente di commercio umbro Carlo Daroda e IRI poté riprendere le sue attività, che furono spostate in un altro stabilimento in largo Ponchielli 6, al Salario. Il Verdesi, prevedendo un forte sviluppo della motorizzazione di massa fece avviare l'attività di progettazione e sviluppo delle autoradio: fu in questo contesto che nacque il marchio Autovox, il cui primo modello, costruito con supereterodina a 6 valvole, sintonizzatore automatico a cinque pulsanti e regolatore di volume, fu esposto in occasione della Fiera di Milano del 1946.
Nel secondo dopoguerra, l'IRI crebbe rapidamente e ciò rendeva insufficienti gli spazi dei capannoni di largo Ponchielli, e perciò furono acquistati dei capannoni più spaziosi in via Salaria 981, dove nel 1953 furono trasferiti la sede e le attività industriali dell'azienda, che contestualmente diveniva società per azioni ed assumeva la ragione sociale Autovox S.p.A. - dal nome del prodotto che le permise di affermarsi sia in Italia che all'estero - con capitale sociale di 700.000 lire, e nella quale il Daroda ricopriva la carica di presidente ed il Verdesi quella di amministratore delegato. Il nuovo stabilimento aveva una superficie di 28 000 m², e alla produzione di autoradio e componenti elettronici si aggiunse quella dei televisori, delle radio portatili e delle antenne per la ricezione (sia per i televisori che per le autoradio), interamente progettati e costruiti da Autovox, che ottenne buoni successi anche in quelle categorie di prodotti. Nei televisori, unico componente acquistato da terzi era il cinescopio, fornitogli dalla Raytheon-ELSI di Palermo.
Le autoradio, che riscossero uno straordinario successo commerciale, rimanevano il punto di forza di Autovox, che si affermava come una delle principali industrie italiane di elettronica del dopoguerra, con i modelli a valvole della serie RA. Questi prodotti si adattavano a tutte le vetture, ma l'azienda stabilì con la FIAT un'importante rapporto di collaborazione per la fornitura delle autoradio per le vetture prodotte dalla casa automobilistica torinese. Uno di questi fu il modello RA 19F del 1954, a cinque valvole, predisposto per l'installazione nella Fiat 1100.
Nel 1958, l'azienda romana fondò la sua prima filiale commerciale all'estero, la Autovox Corporation of America con sede a New York, e l'anno seguente, nel 1959, con la statunitense PR Mallory & Company, fondò la Mallory Timers Continental S.p.A., con sede a Roma e detenuta con quote paritetiche dai due soci, per la produzione di commutatori a tempo per lavatrici automatiche e lavastoviglie, destinati al Mercato Comune Europeo.

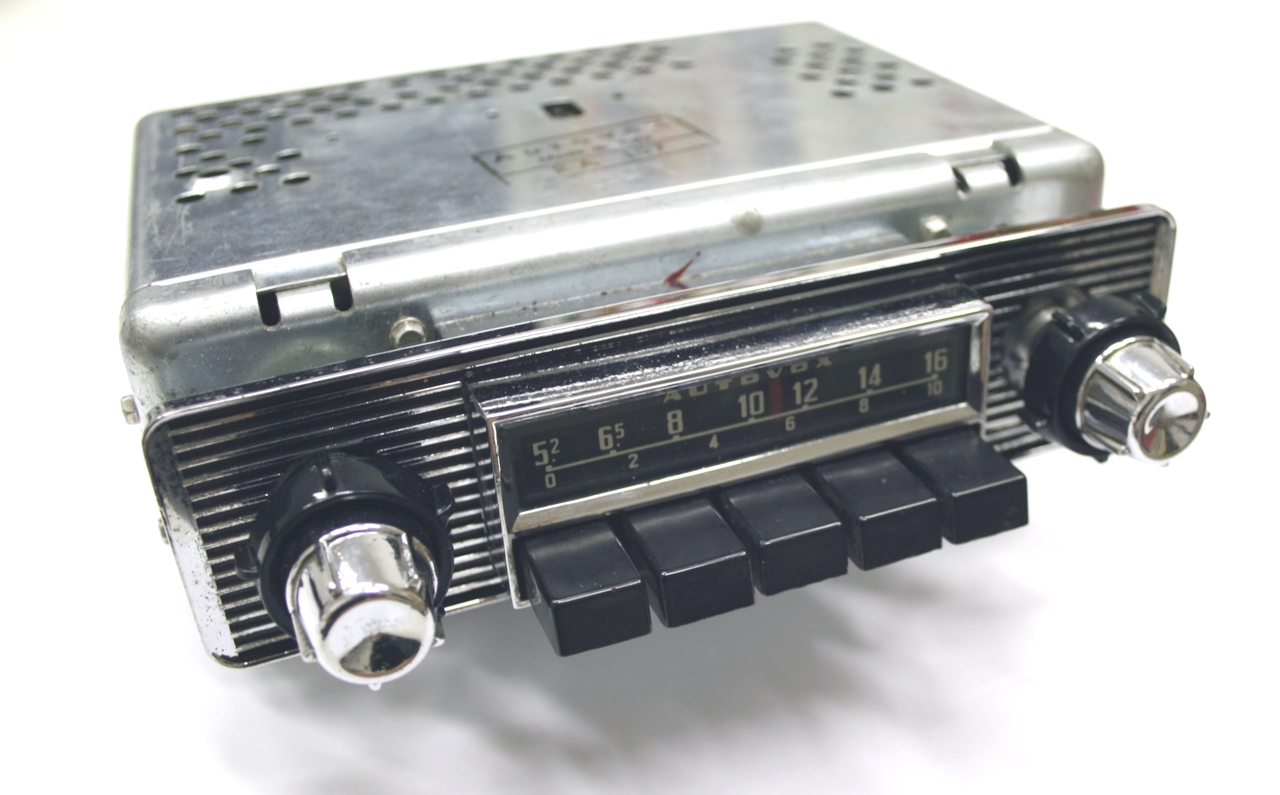
Autoradio a valvole Autovox RA 107 prodotto dal 1960 al 1965

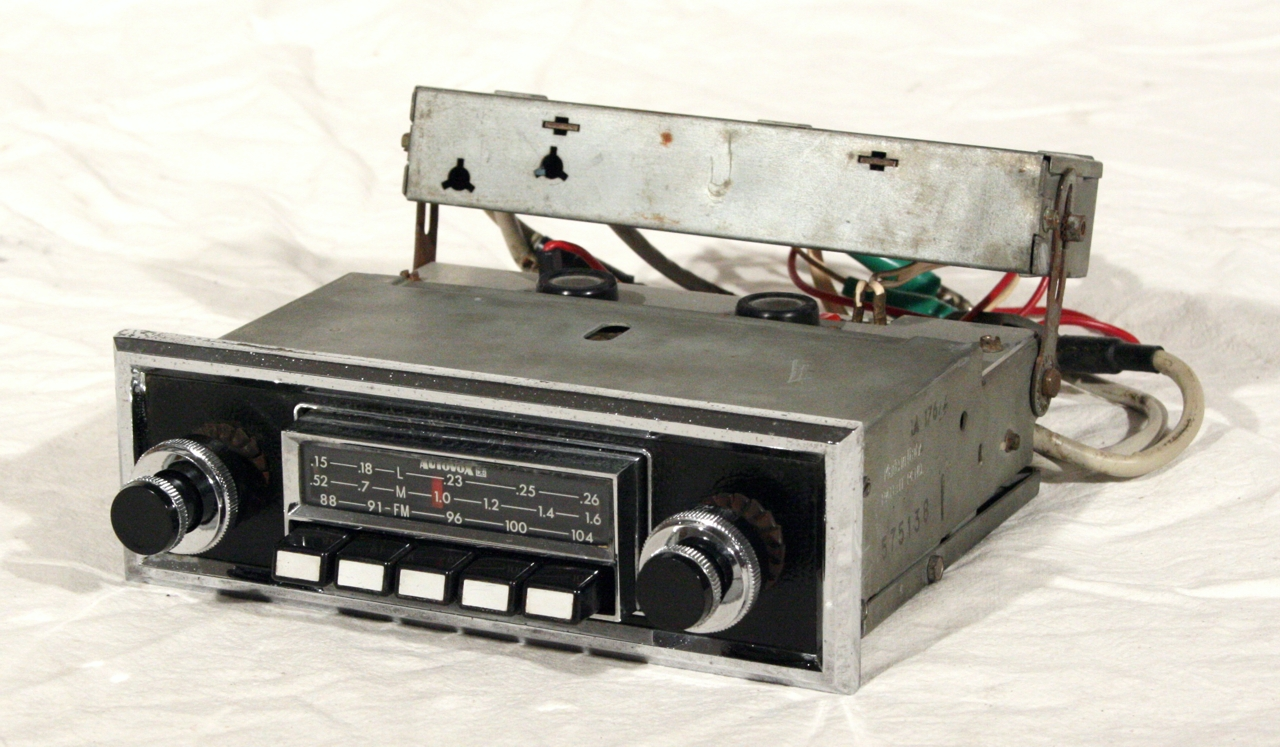
Autoradio a stato solido Autovox Bermuda RA 163 B prodotto dal 1965 al 1975

Nel 1960, fece ingresso in Autovox la finanziaria La Centrale di Milano, che acquisì il 43,78% delle quote ed il capitale sociale fu aumentato a 1 milione di lire. Nello stesso anno, fu lanciato sul mercato l'autoradio Transmobil 2, il primo modello costruito interamente con tecnologia a transistor dall'azienda romana, equipaggiato con otto transistori ed un diodo al germanio. L'anno seguente, nel 1961, lo stabilimento della Salaria subì un ulteriore ampliamento. L'azienda proseguì con l'espansione della propria presenza all'estero, dapprima con la creazione di una filiale commerciale e produttiva nel 1963 a Maipú, la Autovox Argentina S.A., dove si producevano autoradio e televisori per il mercato latinoamericano, e due anni più tardi, nel 1965, con la creazione della filiale commerciale a Parigi, la Autovox France S.A..

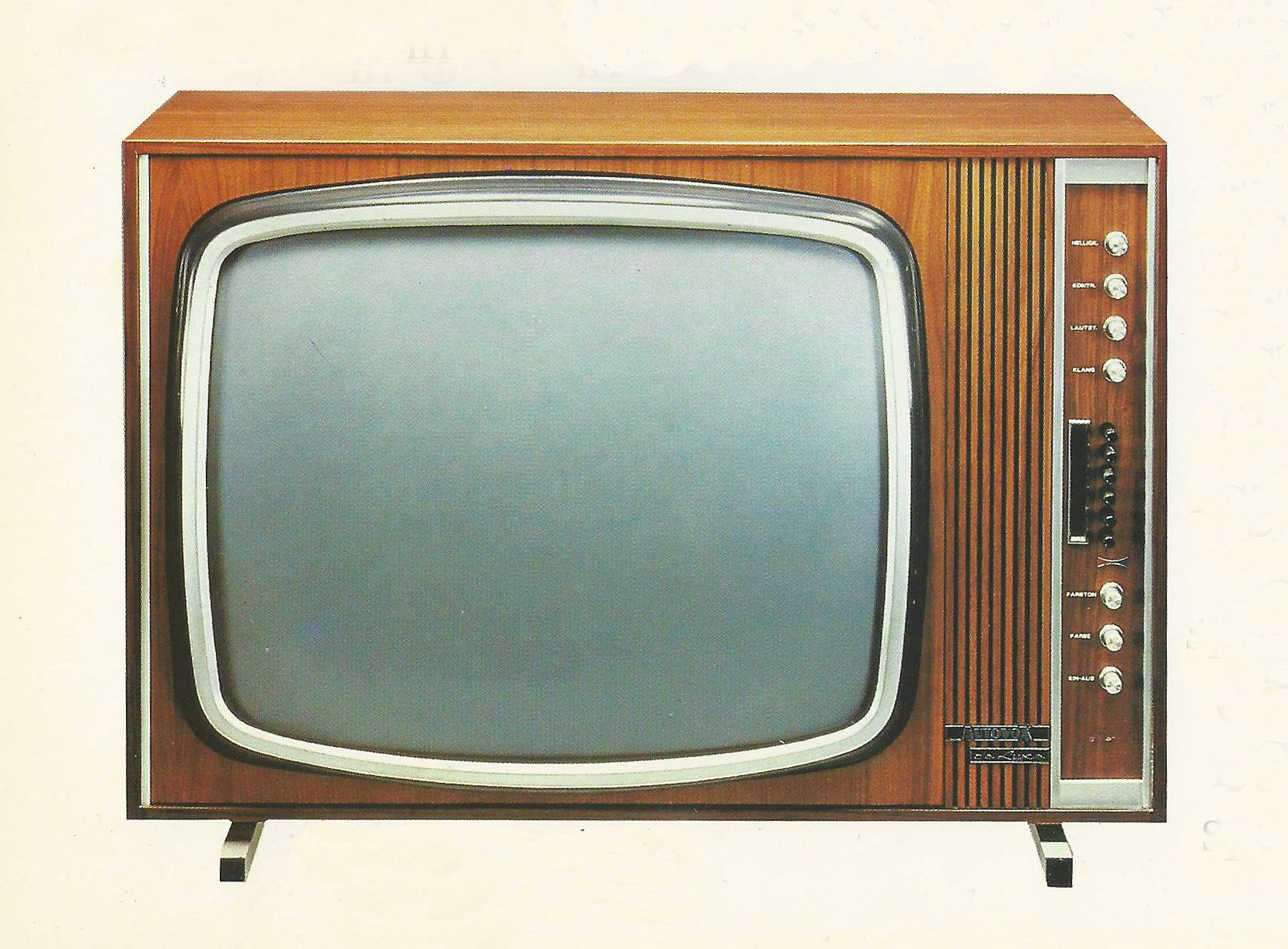
TVC 2589 anno 1967

Nel 1967, Autovox sviluppò e iniziò la produzione del primo televisore a colori completamente transistorizzato e a tecnica modulare, il modello 2589, destinato esclusivamente all'esportazione (infatti le scritte sui vari comandi erano in tedesco) dal momento che in Italia la televisione a colori non era ancora ritenuta necessaria, mancando - a causa di gravi ritardi politici - anche le trasmissioni a colori. Questo primo modello montava un cinescopio RCA da 25 pollici. Nelle case italiane non c'è traccia di presenza. Era invece diffuso nelle varie sedi della RAI. A Firenze ed esempio uno di questi era installato nella sala Ampex. Nello stesso anno fu lanciato il modello di autoradio RA 2011, costruito con microcircuiti integrati e dotato di sintonizzatore automatico OM ed FM azionato con un tasto, che l'azienda romana consegnò alle quarantasette maggiori case automobilistiche del mondo. Due anni più tardi, nel 1969, in occasione della cinquantunesima edizione del Salone dell'automobile di Torino, Autovox presentò i modelli RA 331 ad onde medie ed RRA 332 ad onde medie e lunghe della serie "Raid", progettate per la Fiat 128 e per l'Autobianchi A112, il modello RA 164/C detto "Bermuda", ad onde medie, dotato di sintonizzatore automatico e presa per giradischi e giranastri, progettato per la Fiat 128, la Fiat 130 e la Fiat 124 Sport Spider 1600, ed il modello RA 191 detto "Tiffany", con sintonizzatore a quattro gamme d'onda, progettato per la Fiat Dino 2400. A questi apparecchi veniva sovente abbinata la produzione dei giranastri della serie Melody, il cui primo modello a riproduzione stereofonica uscì nel 1970, il RA 363.
Senza mai progettare componenti di altissima fedeltà, alla fine del decennio, si impegnò - al pari delle altre imprese del settore - nella ricerca di oggetti di design; risultati furono oggetti come il televisore Linea 1 di 12 pollici del 1969, disegnato da Rodolfo Bonetto, che per la forma si sarebbe ispirato ai monitor della NASA di Houston intravisti in televisione o sui giornali in quei mesi, quando si preparava la missione americana sulla Luna.

### Il passaggio sotto il controllo di Motorola e il declino (1971-1979)
Agli inizi degli anni settanta, Autovox contava quasi 3.000 dipendenti. Il fondatore dell'azienda Verdesi nel 1971 uscì dall'azionariato e cedette le sue quote alla multinazionale statunitense Motorola, la quale acquisì il 52% delle azioni attraverso la sua consociata svizzera con sede a Ginevra. Il rimanente delle azioni rimase in mano a La Centrale (32%) e alla famiglia Daroda (16%).
La scelta di Verdesi si dimostrò motivata, infatti, la crisi dell'elettronica nazionale era già evidente; complice l'invasione di prodotti d'importazione a prezzo competitivi, sia Autovox sia altri colossi dell'elettronica italiana erano già falliti o in difficoltà. L'azienda romana a seguito di questa cessione del suo pacchetto di maggioranza a Motorola, divenne sussidiaria del medesimo colosso americano - che intendeva penetrare l'allora mercato comune europeo delle audiocassette e dei riproduttori anche con il loro marchio - e produttrice dei componenti per esso.
Anche in questo decennio Autovox consolidò la propria leadership a livello nazionale nel comparto autoradio, sia dal punto di vista commerciale che tecnologico. Nel 1972, fu lanciato il modello MA 777, detto "Melody Super", con cui l'azienda romana si confermava all'avanguardia nel campo: l'apparecchio, installabile su qualsiasi autovettura, svolgeva le funzioni di autoradio con onde medie, lunghe e a modulazione di frequenza, di giranastri stereo e di registratore ad alta fedeltà. L'anno prima, nel 1971, nel campo del design applicato ai televisori, spiccava il televisore Stile 1, realizzato da Bonetto.
Fino al 1973, fatturato e utili di Autovox avevano registrato una crescita costante, ma nel periodo successivo iniziarono le prime difficoltà per l'azienda, che registrò perdite di bilancio e 500 dipendenti su 2.200 erano stati messi in cassa integrazione.
Nel gennaio 1977, Motorola, che aveva incrementato la sua partecipazione in Autovox arrivando al 62%, acquisì il pieno controllo dell'azienda avendo rilevato le restanti quote in possedute da La Centrale. Due mesi più tardi, Autovox stipulò un contratto con l'Istituto Mobiliare Italiano per un prestito di 8,4 miliardi di lire, e a garanzia concesse a IMI un privilegio su tutte le sue attrezzature e macchinari e un'ipoteca sui suoi beni immobili. Poco dopo l'acquisizione dell'intero pacchetto azionario di Autovox, Motorola chiese ed ottenne dal Ministero del lavoro l'erogazione di altri 8,4 miliardi di lire per sostenere un piano di ristrutturazione aziendale che prevedeva l'aumento della produzione del 60% ed una riduzione dell'8% della forza lavoro da impiegare, nonché il prolugamento della cassa integrazione dei 500 dipendenti per tutto il 1979. L'azienda era stata organizzata in quattro divisioni autonome: elettronica per l'automobile, autoradio, televisione e componenti elettronici.

### La cessione a Gefinco (1980-1982)

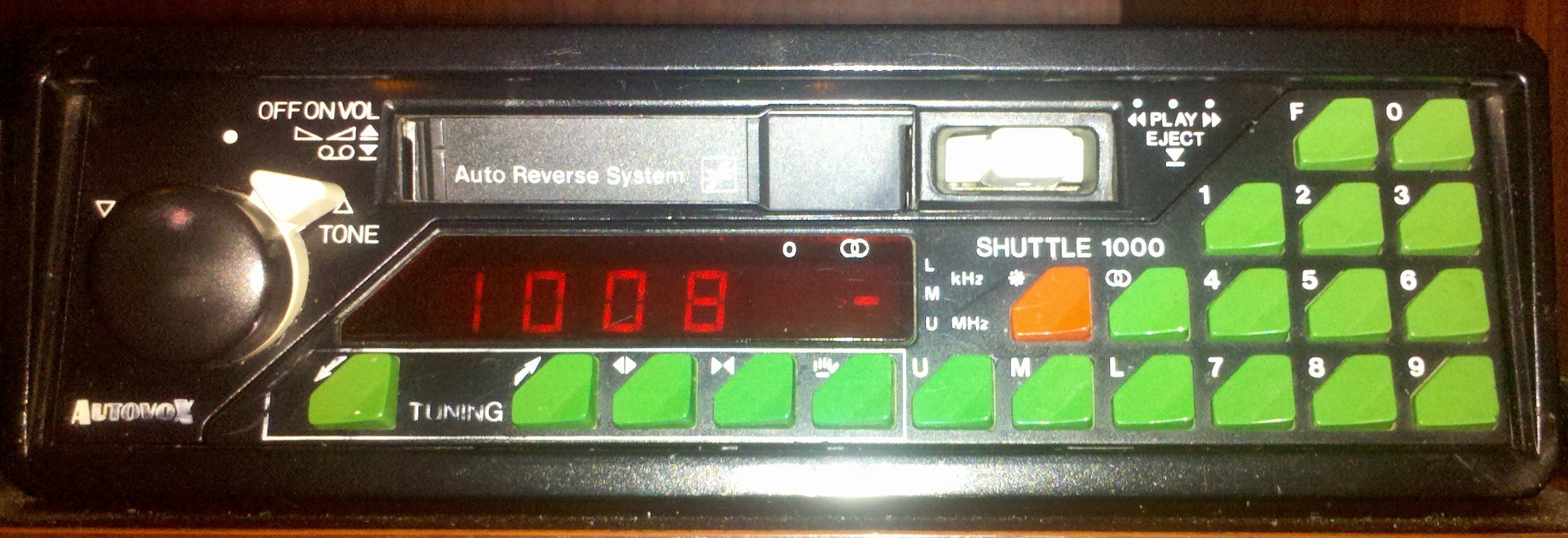
L'Autovox Shuttle 1000

Tv color Autovox 1681 4X32 con il mobile di materiale soffice antiurto

Nel giugno 1980, Motorola cedette Autovox alla società svizzera Gefinco AG di Zurigo, che faceva riferimento al finanziere italiano Giovanni Mario Ricci. La cessione di Autovox a Gefinco da parte degli americani avvenne in maniera improvvisa, e alla sua acquisizione era interessato l'imprenditore Amedeo Ortolani, titolare della Voxson, altra grossa azienda di elettronica di Roma, con l'obiettivo di creare un polo elettronico nella capitale.
Per quel che concerne le attività industriali, gran parte di esse erano state sospese e proseguiva soltanto quella delle autoradio: nel 1982, Autovox lanciò lo Shuttle 1000, prima autoradio al mondo a "sintesi di frequenza diretta" con cui era possibile sintonizzarsi su una frequenza FM oppure AM semplicemente premendo un tastierino numerico. A complicare le cose, lo scontro fra la forte sindacalizzazione presente in azienda, le richieste della dirigenza - molto rigida in fatto di qualità dei prodotti - e la presenza di frange di lotta operaia negli stabilimenti.

### L'era Cardinali: la Nuova Autovox e l'Autovox Video System (1983-1996)
Dopo poco meno di tre anni, il 16 marzo 1983, Autovox subì un altro passaggio di proprietà venendo rilevata dagli imprenditori Franco Cardinali, titolare di una ditta subfornitrice della stessa azienda romana, e Francesco Sciannameo. L'azienda cambiò poco tempo dopo ragione sociale in Partecipazioni e gestioni elettroniche S.p.A. (PGE), e nel luglio 1983 il presidente Cardinali creò una newco, la Nuova Autovox S.p.A. con sede a Roma, nella quale furono trasferiti il marchio Autovox e le attività industriali.
La vendita fu necessaria per assicurare l'inclusione di Autovox in un programma del governo per rivitalizzare e ristrutturare aziende elettroniche italiane. Autovox, entrando in questo programma, avrebbe ottenuto due ordini di vantaggi: da una parte, avrebbe aumentato il proprio capitale vendendo parte delle proprie azioni a una finanziaria controllata dal governo italiano, dall'altra, avrebbe ricevuto un prestito di 15 miliardi di lire a basso interesse. Nel maggio 1984, PGE, la cui situazione finanziaria era fortemente compromessa, venne messa in amministrazione controllata da parte del Tribunale di Orvieto, che nominò commissario straordinario l'avvocato Valeriano Venturi.
Nel giugno 1985, nel capitale della Nuova Autovox fece ingresso la finanziaria pubblica REL, istituita l'anno prima dal Ministero dell'Industria allo scopo di risanare le aziende italiane di elettronica in crisi. REL partecipò come socio di maggioranza con il 54% su un capitale di 20 miliardi di lire della Nuova Autovox, che prese in carico 750 lavoratori della PGE, socio di minoranza, la cui produzione si sarebbe dovuta concentrare unicamente su autoradio e autronica. Un mese più tardi, la nuova azienda firmò un accordo con il governo messicano ed un gruppo imprenditoriale di Sonora per il trasferimento di tecnologie elettroniche italiane e la costruzione di uno stabilimento di produzione.
Il 23-25 giugno 1986, il Tribunale di Orvieto dichiarò il fallimento di PGE, ex Autovox. Nello stesso periodo, sorsero contrasti tra i due soci della Nuova Autovox, poiché REL intendeva ridurre la sua quota di partecipazione e cedere il 5-10% delle azioni alla multinazionale giapponese Pioneer, in base ad un accordo stipulato tempo prima con questi, non gradito a Cardinali che accusò REL di voler svendere l'azienda al Gruppo nipponico. La nuova azienda non riuscì a decollare, poiché dopo appena un anno di attività registrò un fatturato di 50 miliardi di lire e perdite per 23 miliardi, e 40.000 pezzi prodotti rimanevano invenduti. La quota di mercato registrata nel 1985 era di appena dell'8%, solo 60 addetti dei 750 complessivi erano operativi e lavoravano su ordinazione, mentre la restante gran parte era in cassa integrazione. REL era intenzionata a procedere con la liquidazione dell'azienda - che complessivamente aveva ricevuto 40 miliardi di lire di denaro pubblico - ma questa soluzione incontrò la decisa opposizione di Cardinali, che invece chiedeva la ricapitalizzazione. Nel corso del 1986-87, i contrasti tra Cardinali e il ministro dell'Industria Adolfo Battaglia - quest'ultimo intenzionato a liquidare la società - coinvolsero i tribunali di Roma e di Orvieto, e grazie ad un provvedimento emesso dal tribunale della cittadina umbra con cui furono poste sotto sequestro le azioni detenute da REL, Cardinali divenne socio di maggioranza con l'87%. L'azienda accumulò un debito di circa 120 miliardi di lire (di cui 90 verso REL), Cardinali chiese ed ottenne dal Tribunale di Roma l'accesso al concordato preventivo, decisione che infastidì il ministro Battaglia. Nello stesso periodo, l'imprenditore umbro creò la Autovox Video System S.p.A., con sede a Terni, a cui assegnò la proprietà del marchio Autovox, con cui furono commercializzati prodotti audiovisivi importati dal Sudest asiatico.
Tuttavia però, nell'agosto 1988 il tribunale fallimentare capitolino, che ravvisò l'inaffidabilità della proprietà, dichiarò fallita la Nuova Autovox, e a seguito di ciò, con decreto ministeriale emanato a novembre, i dipendenti iniziarono a essere posti in cassa integrazione e la produzione - già ridotta per la crisi di mercato - fu ulteriormente rallentata, e a dicembre, il Ministro dell'Industria nominò il professor Riccardo Gallo commissario straordinario. Ma dopo appena un anno esatto, nell'agosto 1989, la sentenza di fallimento venne ribaltata in appello a seguito di ricorso presentato dal Cardinali.
La Nuova Autovox aveva creato un secondo impianto produttivo a Capena, nell'hinterland romano, che venne ceduto nel 1990 alla casa automobilistica giapponese Nissan Motor. Nello stesso anno, l'azienda ottenne dal Tribunale di Roma l'assoluta titolarità e l'uso esclusivo del marchio Autovox, fino a prima detenuto dall'altra società di Cardinali. Tre anni più tardi, nel 1993, anche la Autovox Video System venne sottoposta alla procedura di amministrazione straordinaria.
Dopo il fallimento di alcune trattative per la cessione, le attività della Nuova Autovox cessarono tra aprile e giugno del 1996, con la sua messa in liquidazione ed il licenziamento dei 234 lavoratori rimasti in organico; alcuni di essi saranno riassorbiti dalla Roma Multiservizi S.p.A., società costituita nel 1994, la cui quota di maggioranza è detenuta dal Comune di Roma e dall'AMA, e operante nel settore della pulizia. La stessa AMA, a novembre rilevò i capannoni industriali di via Salaria, che adibì a impianto di selezione e trattamento dei rifiuti.

### Il marchio Autovox negli anni successivi
Negli anni 2000, il solo marchio Autovox - acquisito da terzi - fa la propria ricomparsa sul mercato italiano dell'elettronica di consumo attraverso la società Italvideo S.r.l. di Casoria, in provincia di Napoli. La società di proprietà degli imprenditori Domenico Vela, Vincenzo Laberinto e Massimo Vernetti, con la direzione commerciale di Salvatore Chiaiese, rilanció il marchio, ottenendo un buon successo commerciale, con una ampia gamma di prodotti. Si trattava in particolare di televisori LCD e LED, lettori DVD e Blu-ray, home theatre, set-top box prodotti in Turchia dalla Vestel.ed Autoradio prodotte in oriente.

## Informazioni e dati
Autovox S.p.A., azienda con sede e stabilimento di produzione a Roma, operava nel settore dell'elettronica di consumo, e produceva in particolare autoradio e televisori. Nella produzione delle autoradio in particolare, l'azienda è stata leader incontrastata per tutto il periodo in cui fu attiva: nel 1983, un anno prima di passare all'amministrazione controllata, possedeva una quota di mercato del 35%.
Nel 1979, l'azienda realizzò un fatturato di 62,1 miliardi di lire ed una perdita d'esercizio di 2,3 miliardi. Il numero di dipendenti a quell'anno era di 2.149 unità.

## Premi e segnalazioni
- Premio Mercurio d'Oro 1963 per l'importanza dell'azienda nell'economia italiana.[63]